# George Borba
George Borba (héberül: ג'ורג' בורבה; Macerata, 1944. –)  izraeli  válogatott labdarúgó.

## Pályafutása

### Klubcsapatban
1965 és 1972 között a Hapóél Tel-Aviv játékosa volt. 

### A válogatottban
1966 és 1973 között 37 alkalommal szerepelt az izraeli válogatottban és 6 gólt szerzett. Részt vett az 1968. évi nyári olimpiai játékokon és az 1970-es világbajnokságon.

## Sikerei
Hapóél Tel-Aviv
- Izraeli bajnok (2): 1965–66, 1968–69
- Izraeli kupa (1): 1971–72
- Izraeli szuperkupa (1): 1970
- Ázsiai klubbajnokság (1): 1967

Makkabi Netánjá
- Izraeli bajnok (1): 1973–74

## Külső hivatkozások
- George Borba adatlapja a National-Football-Teams.com oldalon (angolul)

- George Borba. FootballDatabase.eu
- George Borba profilja az Olympedia oldalán (angolul)